# Torneo de las Cuatro Naciones 1937
El Torneo de las Cuatro Naciones de 1937 (Home Nations Championship 1937) fue la 50° edición del principal Torneo de rugby del Hemisferio Norte.
El campeón del torneo fue Inglaterra.

## Clasificación
| Lugar | Selección  | Partidos | Partidos | Partidos  | Partidos | Puntos  | Puntos    | Puntos | Tabla de puntos |
| Lugar | Selección  | Jugados  | Ganados  | Empatados | Perdidos | A favor | En contra | dif.   | Tabla de puntos |
| ----- | ---------- | -------- | -------- | --------- | -------- | ------- | --------- | ------ | --------------- |
| 1     | Inglaterra | 3        | 3        | 0         | 0        | 19      | 14        | +5     | 6               |
| 2     | Irlanda    | 3        | 2        | 0         | 1        | 24      | 16        | +8     | 4               |
| 3     | Escocia    | 3        | 1        | 0         | 2        | 20      | 23        | -3     | 2               |
| 4     | Gales      | 3        | 0        | 0         | 3        | 12      | 22        | -10    | 0               |

## Resultados
| 18 de enero | Inglaterra | 4 - 3 | Gales | Londres, |  |

| 6 de febrero | Gales | 6 - 13 | Escocia | Swansea, |  |

| 13 de febrero | Inglaterra | 9 - 8 | Irlanda | Londres, |  |

| 27 de febrero | Irlanda | 11 - 4 | Escocia | Dublín, |  |

| 20 de marzo | Escocia | 3 - 6 | Inglaterra | Edimburgo, |  |

| 3 de abril | Irlanda | 5 - 3 | Gales | Belfast, |  |

## Premios especiales
- Triple Corona:  Inglaterra
- Copa Calcuta:  Inglaterra